# Театр Алжиру
Театр у Алжирі — синтетичне мистецтво в державі Алжир, що поєднує у своїх творах виразні засоби драматургії, акторської гри, режисури, живопису, музики. Слугує важливою ланкою культурної діяльності алжирського соціуму. З'явившись в сиву давнину театралізоване дійство постійно супроводжувало важливі обрядові процеси усіх соціальних верств суспільства. З часом аборигенне мистецтво увібрало в себе найкращі культурні досягнення метрополій, що володіли у різні часи Алжиром — арабського, турецького і західноєвропейського світів. Зародження сучасного національного театрального мистецтва країни припадає на початок XX століття, коли з'являються трупи місцевих акторів, режисери-постановники, п'єси власного оригінального виробництва. Розквіт алжирського театру тісно пов'язаний з національно-визвольною війною алжирського народу. Революційні події надихнули на оригінальну творчість місцевих драматургів. Незалежність країни сприяла як державній підтримці розбудови національних театрів, так і державному контролю за тенденціями розвитку цього виду мистецтва.

## Історія
Театральне мистецтво Алжиру своїм корінням сягає сивої давнини, до культової обрядовості берберських племен. На розвиток цього виду мистецтва значний вплив мали також релігійні ритуали поширені в добу середньовіччя. До середини XX століття на території сучасного Алжиру театралізовані виступи були приурочені до свят, весілля, похорон. Такі дійства супроводжувалися співами, обрядовими танцями, пантомімою, оповідями гауалі (співаки, оповідачі), зображенням в особах (з перевдяганням) сценок з місцевого життя. У гірських та віддалених районах висувпали меддахи (оповідачі билин), зазвичай свої оповідання, старовинні легенди, казки та перекази вони виконували речитативом з музичним супроводом.
Починаючи з XVI століття, в добу османського панування, в прибережних містах і районах набув поширення народний театр тіней гарагуз (турецький карагез), в якому розігрувались різноманітні сатиричні сценки на злободенні теми.

### Французька доба
Після завоювання Алжиру 1830 року французами, колоніальна влада 1843 року заборонила театр тіней за антиколоніальну спрямованість тем його вистав. Але навіть під забороною такі вистави відбувались по невеликих містечках і селищах.
1853 року в місті Алжир французька колоніальна влада відкрила перший театр сучасного європейського типу. Він допоміг не тільки познайомив місцеве населення зі світовим театральним надбанням, алей й сприяв розвитку інтересу до театрального мистецтва взагалі.
На початку XX століття досвід французького і східноарабського театрів допоміг створити алжирцям власний національний театр, що поєднав досягнення цих театральних шкіл і їхньої драматургії з алжирським фольклором, обрядами і звичаями. Вже у 1920-ті роки існували аматорські трупи, що мали у власному репертуарі переважно перекладні п'єси. 1926 року в столиці театральна трупа «Захія» поставила п'єсу «Витівки Джехи», що була написана акторами Алі Селалі і Дахмуном. Одним з учасників постановки був Р. Ксентіні, який невдовзі став провідним актором, драматургом і режисером Алжиру, який працював в першій алжирській професійній трупі, що була створена на початку 1930-х років драматургом, відомим співаком, актором і режисером М. Бахтарзі. У п'єсі «Лжевчені» (1927) режисер Р. Ксентіні реформував сценічну мову виступів, поєднавши арабську літературну з народними алжирсько-берберськими діалектами.
Трупа Бахтарзі ставила п'єси як визнаних світових класиків Софокла, Мольєра, Шекспіра, Ібсена і Ростана, так і місцевих авторів — Абдаллаха Наклі, Мухаммеда Ульд Шейха, Хасана Дердура. З цієї трупи згодом вийшло багато талановитих акторів, у тому числі Мустафа Катеб, що 1954 року організував власну трупу «Пегас» і Алжирський художній ансамбль, який гастролював по всьому світу.

### Незалежність
Із здобуттям незалежності повстало питання створення національних закладів культури. На основі Алжирського художнього ансамблю 1962 року був створений Алжирський національний театр. Головним режисером і директором став Мустафа Катеб, який проголосив себе «поборником революційного реалізму». На сцені театру ставилися твори, присвячені алжирській революції — п'єса Абд аль-Халіма Раїса «Діти Касба» (1959); твори одного з провідних письменників, поетів і драматургів А. Ясіна Катеба. Пізніше Мустафу Катеба на його посаді замінив Абд ар-Рахман Бестанджі.
Ясін Катеб, провідний письменників, поет і драматург Алжиру у 1970-х роках очолив невеликий театр в Сіді-Бель-Аббесі, заради розвитку театрального мистецтва не тільки в столиці й головних містах країни, але й в провінції, щоб бути ближчим до народу. Руїшед (Ахмед Айяд), актор, співак, поет, драматург і режисер продовжив сценічні традиції Ксентіні.
1973 року в державі була проведена децентралізація театру, були утворені державні театри в Орані (керівник Ульд Абд ар-Рахман Хакі) і в Константіні (де вже функціонувала філія, директор Хамід Хаматі). Театри на нерегулярній основі в цей час діяли також в Аннабі, Бліді.
Наприкінці 1960-х років в незалежному Алжирі на хвилі підйому національної свідомості й розвитку власної культури масово виникають аматорські трупи. Деякі з них внесли помітний вклад у розвиток алжирського театрального мистецтва. Наприклад, оранська трупа «Театр моря» під керівництвом Каддурі Наймі, що виникла 1968 року; столична трупа «Театр молоді» під керівництвом Сайда Хальмі, що виникла 1969 року.

## Нагороди, конкурси, фестивалі
Щорічно, починаючи з 1968 року, в Тімгаді проводяться театральний фестиваль країн Середземномор'я. У місті Мостаганем проводяться фестивалі самодіяльних колективів. 1982 року в Константині відбувся перший національний фестиваль дитячих театрів, того ж року в Еш-Шеліфі відбувся фестиваль лялькових театрів.

## Часописи
Головним часописом, що висвітлює проблеми театру в країні слугує журнал «Альван», заснований 1972 року. Статті про театр, акторів, прем'єри вистав друкуються в центральних газетах, тижневику «Альжері-Актюаліте».